# Cikote (okręg zlatiborski)
Cikote (cyr. Цикоте) – wieś w Serbii, w okręgu zlatiborskim, w gminie Kosjerić. W 2011 roku liczyła 225 mieszkańców.